# Noel Wirén
Noel Honor Wirén, född Mackenzie 31 december 1905 i Storbritannien, död 21 januari 1989 i Danderyd, var en svensk sångtextförfattare. Hon var gift med kompositören Dag Wirén.